# Wityń
Wityń (niem. Witten) – osada w Polsce położona w województwie lubuskim, w powiecie świebodzińskim, w gminie Świebodzin, przy trasie drogi krajowej nr 92. Przez wieś przepływa Lubinica.
W latach 1975–1998 miejscowość administracyjnie należała do województwa zielonogórskiego.

## Historia
Wityń wzmiankowany jest w 1236 roku, kiedy to jego właściciel rycerz Jarota de Vitin darował część wsi dla cystersów z pobliskiego Paradyża oraz opactwa w Obrze. Pomimo powyższych nadań, wieś nie była wymieniana pośród posiadłości klasztornych. Osada położona nad brzegiem jeziora Lubinieckiego szybko zyskiwała na znaczeniu i począwszy od 1304 roku była wymieniana jako jedna z ważniejszych umocnionych osad w okolicy. W źródłach znajdujemy informację o tym, iż ówcześnie Wityń był lokalnym ośrodkiem władzy, którego znaczenie uległo zmniejszeniu wraz z rozwijającym się prężniej pobliskim Świebodzinem. Od XV wieku we wsi funkcjonował młyn, który w późniejszych latach był dziedziczną dzierżawą. Po 1945 roku we wsi zorganizowano PGR. W 2008 roku w Wityniu założono winnicę "Łukasz" zaliczaną do Lubuskiego Szlaku Wina i Miodu.